# Synanthedon mushana
Synanthedon mushana is een vlinder uit de familie wespvlinders (Sesiidae), onderfamilie Sesiinae.
Synanthedon mushana is voor het eerst wetenschappelijk beschreven door Matsumura in 1931. De soort komt voor in het Oriëntaals gebied.